# Ana García Blaya
Ana García Blaya (Buenos Aires, 18 de noviembre de 1979) es una directora de cine argentina.
Se formó en Ciencias de la Comunicación en la Universidad de Buenos Aires (UBA). En 2015 comenzó a trabajar como guionista junto a Pablo Solarz y en 2017 fue ganadora del Concurso del Instituto Nacional de Cine y Artes Audiovisuales (INCAA).
En 2019 estrenó su primera película, Las buenas intenciones, que participó en los festivales de Toronto, San Sebastián y Mar del Plata.
En 2022 ganó el premio a la mejor dirección en la competencia internacional del Festival Internacional de Cine de Mar del Plata con su segundo largometraje, «La Uruguaya», basada en la novela homónima de Pedro Mairal. Esta es la primera producción de Orsai Audiovisuales. Para llevar adelante la producción de la película, miles de personas se organizaron de forma colectiva para financiarla y convertirse así en «socios productores», tomando decisiones estéticas, artísticas y participando en todo el proceso desde el primer momento. 